# Spårakoff

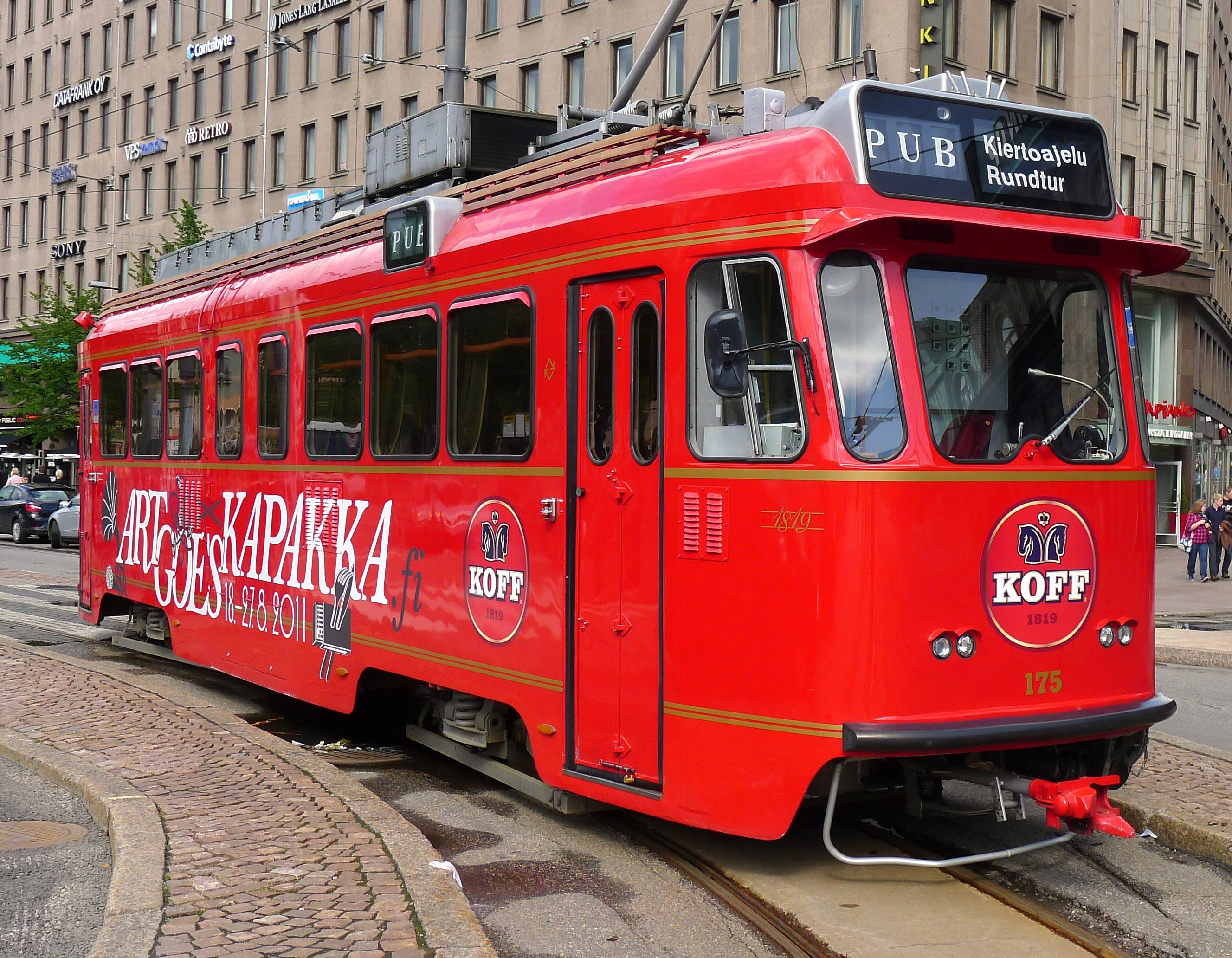
Spårakoff

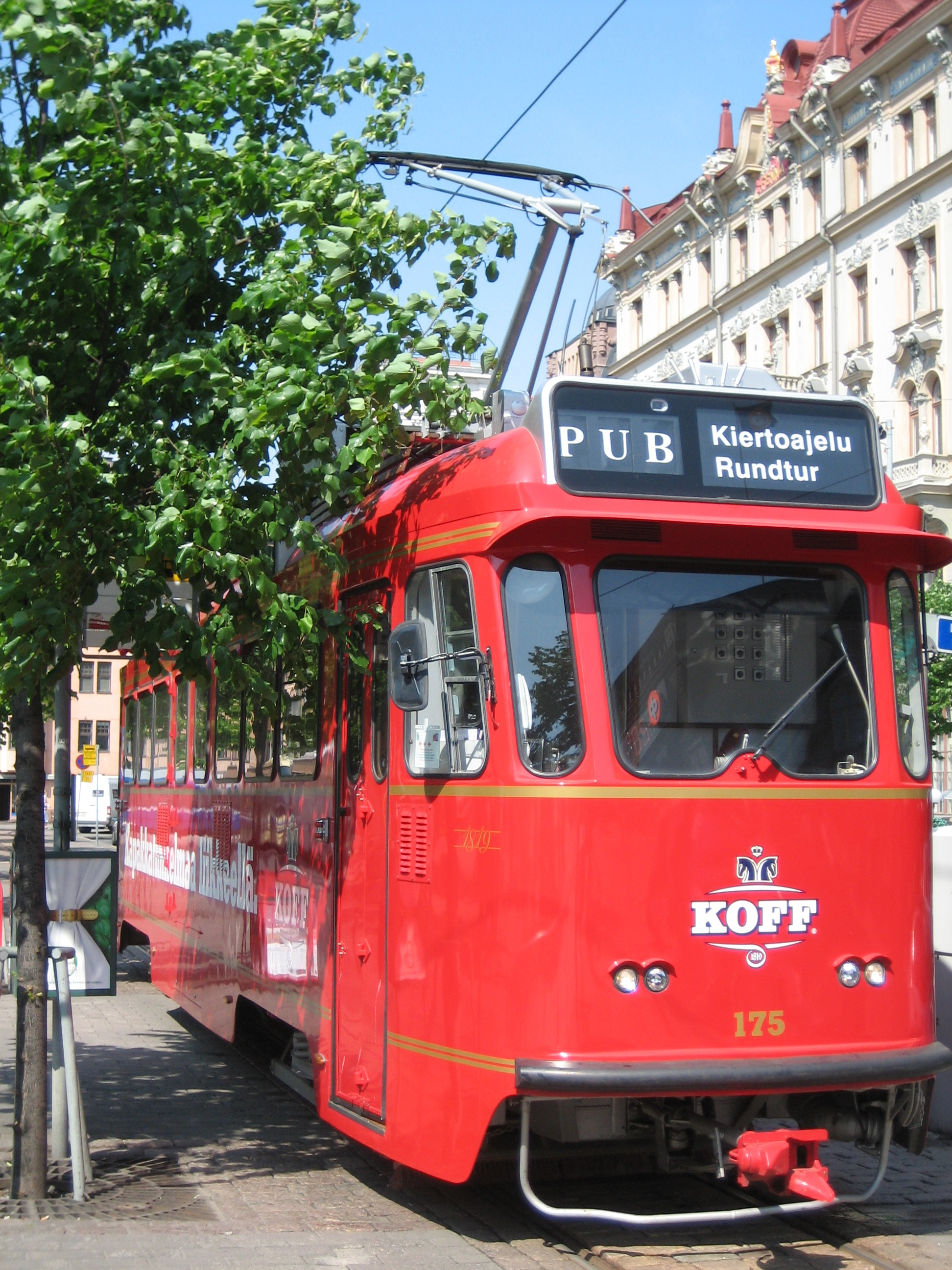
W centrum Helsinek

Spårakoff – tramwaj w Helsinkach, będący jednocześnie ruchomym pubem i wagonem restauracyjnym. Kursuje w centrum miasta w miesiącach letnich. Jego maksymalna pojemność to 30 pasażerów. Jego właścicielem jest miejskie przedsiębiorstwo komunikacyjne w Helsinkach, a wyszynk prowadzi fiński browar Sinebrychoff. Tramwaj jest pomalowany na czerwono i jest oznaczony numerem 175.

## Nazwa
Składa się z dwóch członów: spår (szw. tor) i Koff, najstarszej skandynawskiej marki browaru Sinebrychoff, którego piwo serwowane jest na pokładzie.

## Historia
Tramwaj używany jako pub należy do starego typu wozów (rok produkcji 1959), a zanim zmienił funkcję, był używany w transporcie miejskim przez 35 lat i pokonał ponad 500 tys. km. W funkcji baru kursuje od 1 maja 1995, po gruntownym remoncie i wymianie praktycznie całego wnętrza

## Trasa
Tramwaj jeździ po zamkniętej pętli a cała podróż trwa ok. 40 minut. Kursuje po stałej trasie: Mikonkatu – Hakaniemi – Kallio – Linnanmäki – Helsinginkatu – Mannerheimintie – Aleksanterinkatu – Kauppatori – Kaisaniemi – Mikonkatu. Przejeżdża przez charakterystyczne punkty w centrum: m.in. Dworzec Centralny, Finlandia Talo, Stadion Olimpijski i Kauppatori.